# Rajola

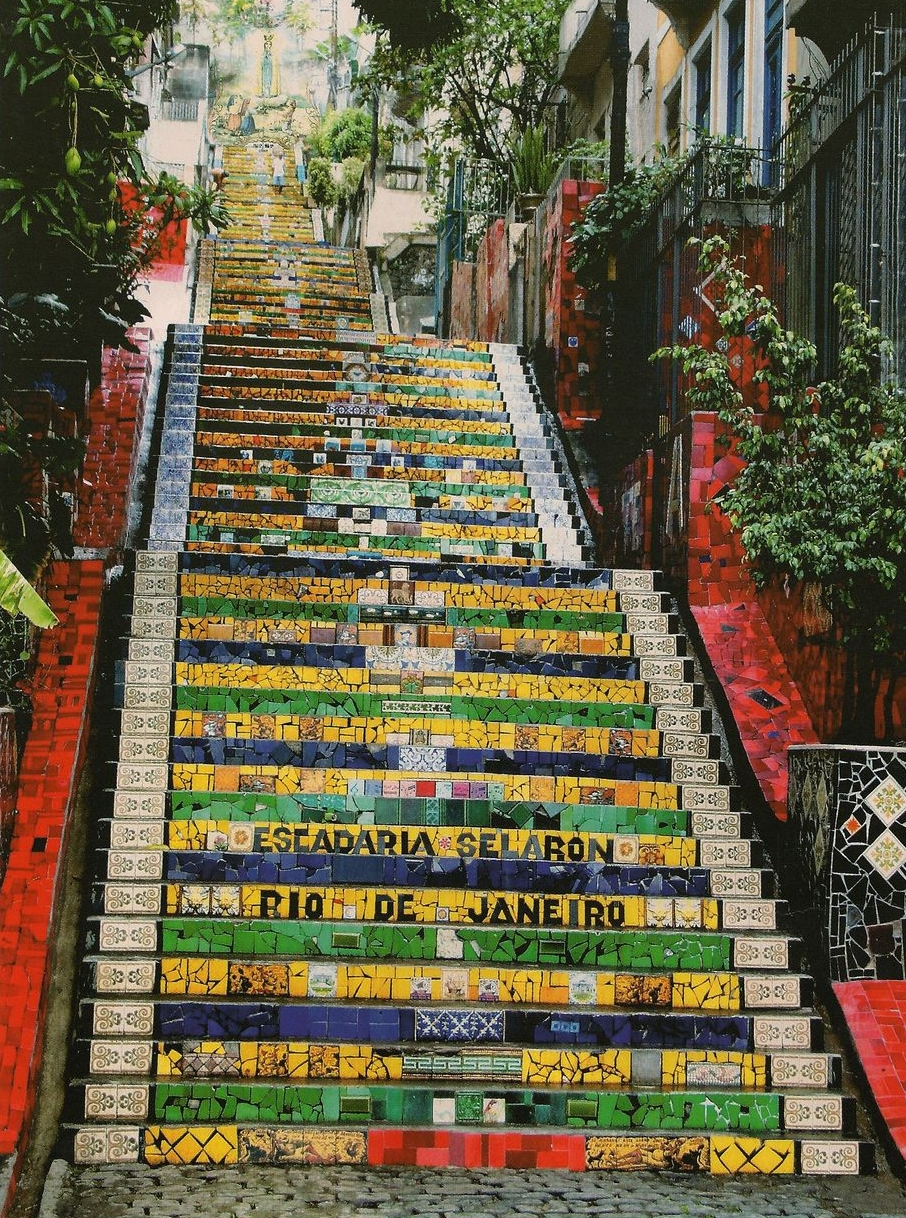
Enrajolat de fantasia carioca en l'escala Selaron de Rio de Janeiro

Una rajola, rajol o cairó és una llosa o lloseta manufacturada, fabricada en diferents tipus i tècniques de ceràmica, o també de pedra, cautxú, suro, vidre, metall, plàstic, etc. Primitivament es va anomenar rajola el maó quadrat i fi, de forma rectangular o poligonal i de diferents mides, usat per a fer paviments. En arqueologia, es defineix com un maó poc gruixut o rajola per cobrir terres i parets, i en general de superfície polida. En el camp lingüístic, Coromines hom el suposa derivat de pedra rajola o maó superposat, per oposició a la pedra natural que conformés una superfície habitable.

## Orígens

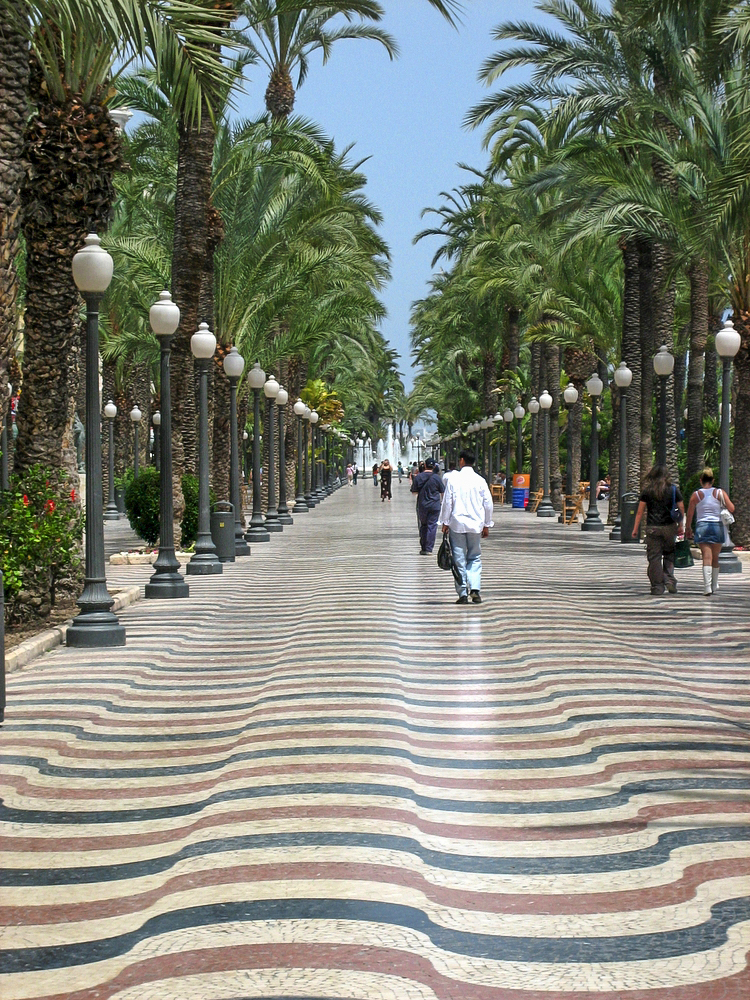
Esplanada d'Espanya, passeig marítim amb enrajolat fent aigües, a la capital alacantina

L'enrajolament o procés de cobrir superfícies amb rajola, té una llarga tradició arqueològica i artística en interiors i una presència distintiva en l'arquitectura metropolitana (carrers, places, voreres, parcs, escalinates, etc.).

### Rajoles ceràmiques
Les rajoles de fang cuit més antigues daten de la Babilònia del segle IX aC. Fent abstracció del que va poder oferir en aquest camp l'Extrem Orient i seguint les grans cultures occidentals, cal esmentar la gran indústria romana de rajoles de terracota, tècnica i ús que van restar en estat latent fins al segle xiii, quan els àrabs els van reintroduir a la península Ibèrica. Els imperatius d'austeritat de l'Alcorà estimularien la creació d'enlluernadors dissenys geomètrics en els sòls i les parets dels palaus reials i les mesquites de l'Àndalus.
El fang cuit amb vernís a l'estany també és una tècnica originada a Orient Mitjà. Després de cuita, la rajola es cobria amb vernís blanc i es decorava amb pigments abans de coure-de nou per a aconseguir una superfície brillant. Al seu torn, la majòlica italiana es considera una versió europea d'aquesta tècnica.
El format típic de les rajoles de terracota fetes a mà era un quadrat de 25 cm de costat. Amb la industrialització, les opcions uniformes com les rajoles sense vitrificar substituïren les fabricades a mà. En època molt recent, el gust per formes de decoració naturals, més autèntiques, n'ha recuperat la fabricació artesanal. Tanmateix, les històriques rajoles de terracota, clàssiques, austeres, elegants, s'utilitzen gairebé exclusivament per a la pavimentació de sòls, mentre que la rajola vidriada, amb la seva varietat de colors, estils i dissenys, acapara la major part del mercat. Ja d'ençà de la fi del segle xx, seguint els imperatius de la comoditat, les rajoles de fàcil neteja i manteniment es van imposar sobre els criteris estètics. No obstant això, la rajola petita, el mosaic, ha experimentat un ressorgiment en els darrers anys.

### L'escacat flamenc o neerlandès

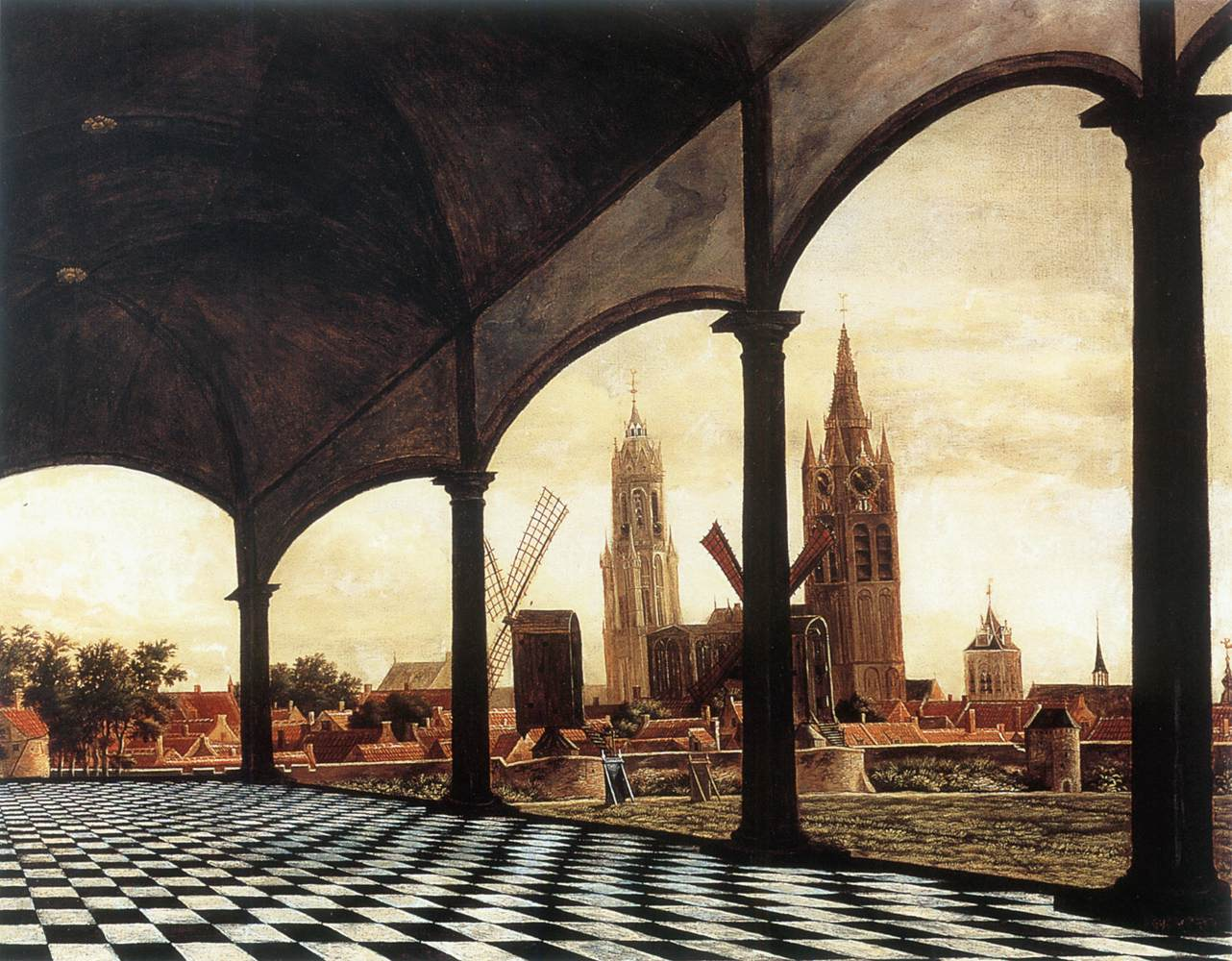
Sòl escacat en una vista de Delft des d'una «loggia» imaginària, pintat per Daniel Vosmaer el 1663

La història de la pintura flamenca i neerlandesa durant el seu segle d'or (el segle xvii) és rica en documentació visual sobre els gustos i, en conseqüència, dins el volum de producció, en matèria de sòls i altres estils d'interiors. El model bàsic i més popular era l'escacat, un vell disseny renaixentista que els comerciants flamencs i neerlandesos van importar d'Itàlia i que reprodueix un tauler d'escacs o de dames.
Ja al llindar del segle xvii, la potència industrial i comercial de la porcellana de Delft en els Països Baixos va desenvolupar en l'univers de la rajola una col·lecció de dissenys blaus i blancs d'inspiració oriental. Les peces es van fer més fines i delicades. Tècnicament, es va introduir un tipus d'ornamentació amb línies de color porpra de manganès sobre l'argila abans que arribés l'estat biscuit i després s'aplicava un blau sota coberta. Finalment, es cobria tot amb un vernís de plom i estany.

### Altres materials
Si bé la majoria dels paviments antics eren de rajola ceràmica, de vegades també es troben enrajolats d'altres materials, especialment pedra.

### Europa medieval
L'Europa medieval va fer un ús considerable de rajoles pintades, de vegades produint esquemes molt elaborats, dels quals pocs han sobreviscut. Es van representar històries religioses i seculars. Els mosaics imaginaris amb escenes de l'Antic Testament que es mostren a terra a Jan van Eyck de 1434 de l'Anunciació a Washington són un exemple. Els "taulellets Tring" del segle xiv al Museu Britànic mostren escenes infantils de la Vida de Crist, possiblement per una paret en lloc d'un pis, mentre que els seus "Chertsey Tiles" del segle xiii, encara que d'una abadia, mostren escenes de Ricard Cor de Lleó lluitant amb Saladí en un treball de molt alta qualitat. Es van usar rajoles de lletres medievals per crear inscripcions de cristianisme en els pisos de l'església.

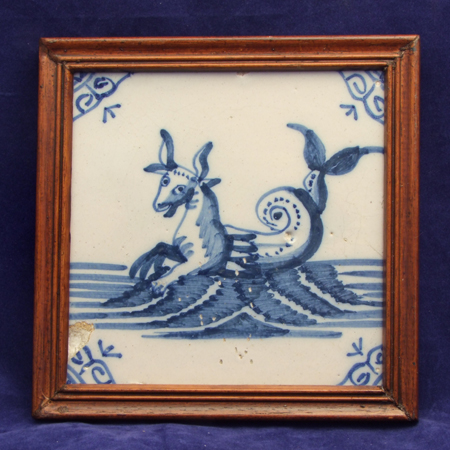
Rajola blava i blanc del de Delft amb monstre marí

Les rajoles de paret de tipus Delft, típicament amb un disseny pintat que cobria només una rajola (força petita) blava i blanca, eren omnipresents a Holanda i s'exportaven àmpliament al nord d'Europa des del segle xvi d'ara endavant, reemplaçant moltes indústries locals. Diversos palaus reals del segle xviii tenien habitacions de porcellana amb les parets completament cobertes de porcellana en rajoles o panells. Els exemples supervivents inclouen els del Capodimonte, Nàpols, el Palau Reial de Madrid i el proper Palau Reial d'Aranjuez.

### Orient llunyà
Hi ha diversos altres tipus de rajoles tradicionals que romanen en la fabricació, per exemple, les rajoles zellige petits, gairebé mosaics, de colors brillants del Marroc i els països veïns. Amb excepcions, en particular la Torre de porcellana de Nanjing, les rajoles decorades o els maons vidrats no apareixen en gran manera a la ceràmica de l'Àsia oriental.

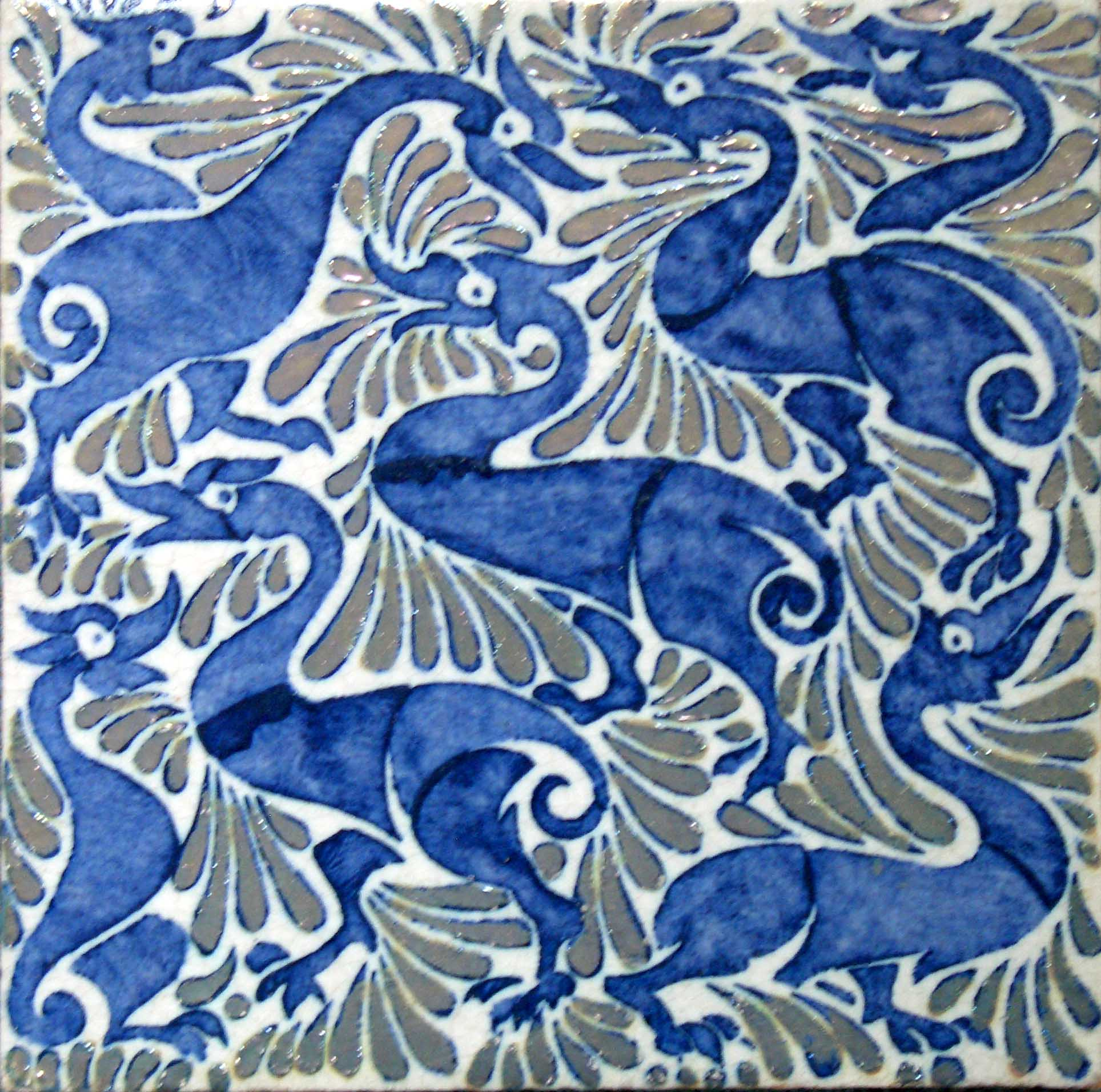
William de Morgan, ànecs fantàstics en mosaic de 6 polzades amb reflexos brillants, període Fulham

### Europa moderna
El període victorià va veure un gran renaixement en rajoles, en gran part com a part del Renaixement gòtic, però també el Moviment d'Arts i Oficis. Els mosaics estampats, o mosaics que formaven patrons, ara es produïen en massa a màquina i s'anivellaven de manera fiable per a pisos i eren barats de produir, especialment per a esglésies, escoles i edificis públics, però també per a passadissos domèstics i banys. Per a molts usos es va utilitzar la rajola hidràulica més dura. Les rajoles de paret en diversos estils també reviscuts; a això contribueix en gran manera l'auge del bany, així com una major apreciació del benefici de l'higiene a les cuines. William De Morgan va ser el principal dissenyador anglès que va treballar en rajoles, fortament influenciat pels dissenys islàmics.
Des de l'època victoriana, les rajoles s'han mantingut estàndard per a cuines i banys i molts tipus d'àrees públiques.

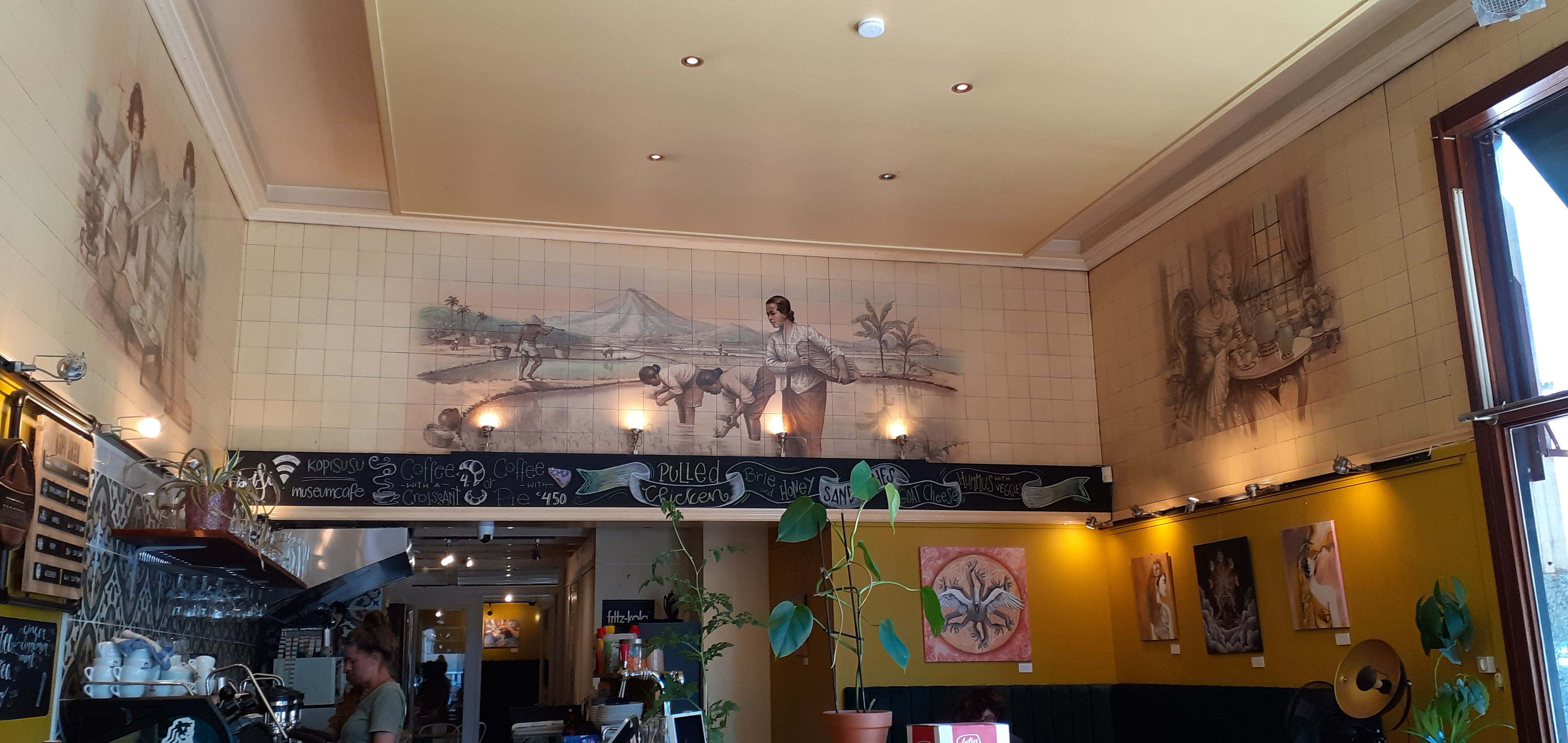
Rajoles en un pub a Utrecht, Països Baixos

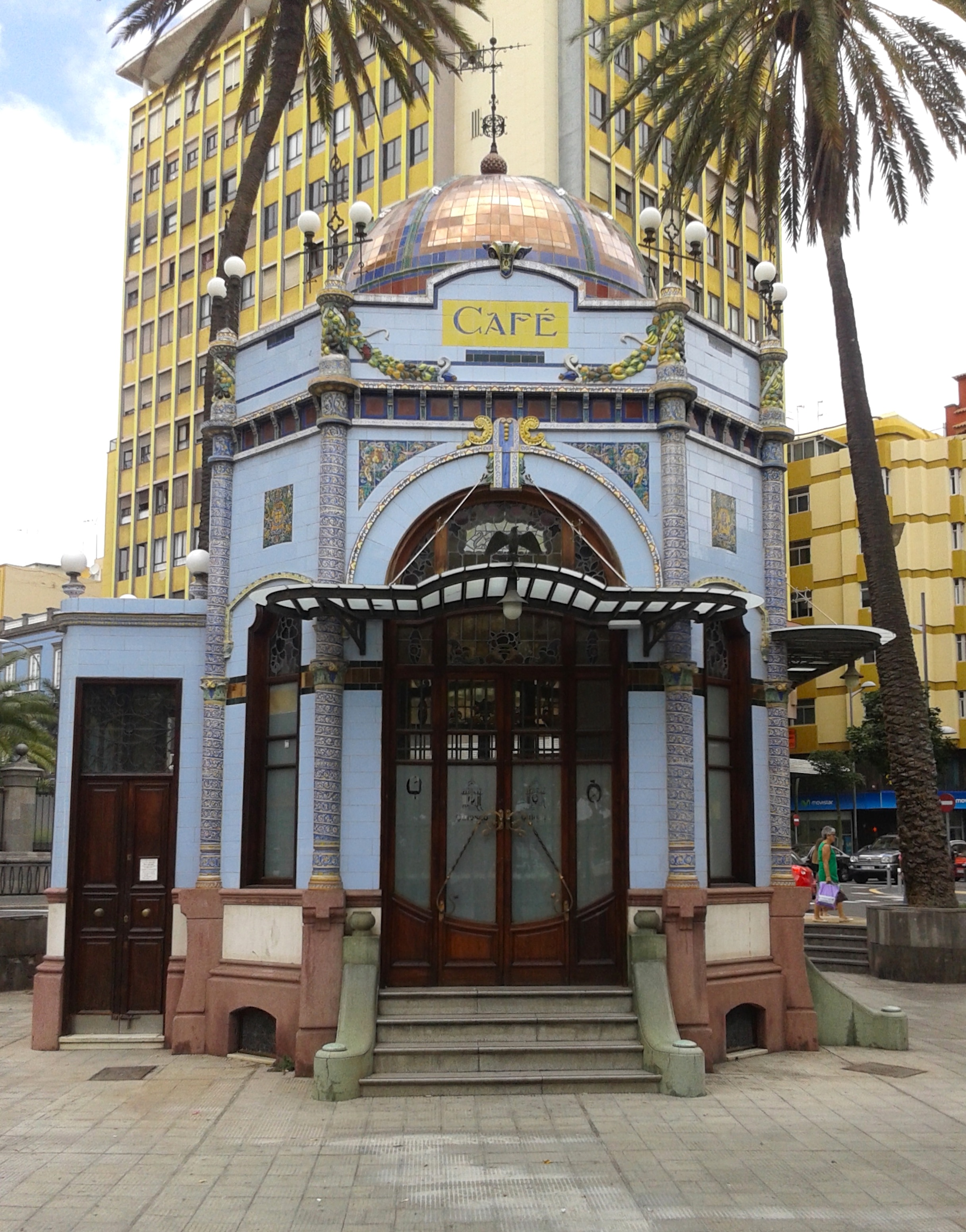
Quiosc de Art Nouveau tardà (1923) a Las Palmas de Gran Canària cobert amb rajoles de Manises, Espanya.

Panot és un tipus de rajola exterior i l'estil de pavimentació associat, tots dos trobats a Barcelona. El 2010, al voltant de 5.000.000 m2 dels carrers de Barcelona van ser enrajolats.
Portugal i São Luís continuen avui dia amb la seva tradició de rajoles, amb taulellets utilitzats per a decorar edificis, vaixells, i fins i tot roques.

## Instal·lació
El sòl de rajola es fixa a la superfície del pis o paret amb un procés elemental de paleta, en la seva especialitat de solera: un morter bàsicament compost de calç o ciment (conglomerants), sorra i aigua, que en assecar-se adquireix una constitució molt dura, encara que menor que la del formigó, cosa que permet la transferència de pes i calor a través de tot l'enllosat.

## Materials
PedraCausa de la seva resistència i que no pateixen desgast notoris amb el pas del temps, les rajoles de pedra, molt indicades per a exteriors, també poden ser utilitzades en interiors o en zones on hi hagi molt de trànsit de persones.
TerratzoEl terratzo és una imitació de la pedra. Es neteja fàcilment i és un material molt dur que suporta bastant bé les inclemències del temps. Ha caigut en desús enfront d'altres materials més moderns.
Gres porcellànicEl gres porcellànic fabricat és dur, resistent i poc porós. El seu preu és elevat enfront d'altres materials. Es neteja fàcilment i suporta qualsevol producte de neteja.
MetallMenys utilitzades, les rajoles metàl·liques s'utilitzen en panells de protecció de la cuina i en zones exposades a l'abocament de productes químics perquè és fàcil de netejar.
MarbreEl marbre és un material calcari, porós i bastant delicat. Inconvenients, molts: els alts preus, difícil de netejar (per ser un material porós absorbeix els líquids amb força facilitat deixant marques), es ratlla amb facilitat i suporta pocs productes de neteja. Avantatges: la seva bellesa i el distintiu de categoria social.
CeràmicaLa ceràmica és el material més utilitzat, ja que es comercialitza amb diferents acabats, dissenys i estils. Es compon d'argiles, fundents, sílice, productes colorants i altres materials. És un material impermeable i resistent en funció del gruix. Al contrari que les antigues rajoles de paret de les edificacions romanes, àmplies i artísticament treballades, la rajola moderna tendeix a ser més petita (rajoleta) i menys elaborada. En aquest apartat caldria citar el taulell.

## Rajoles decoratives i maons de colors

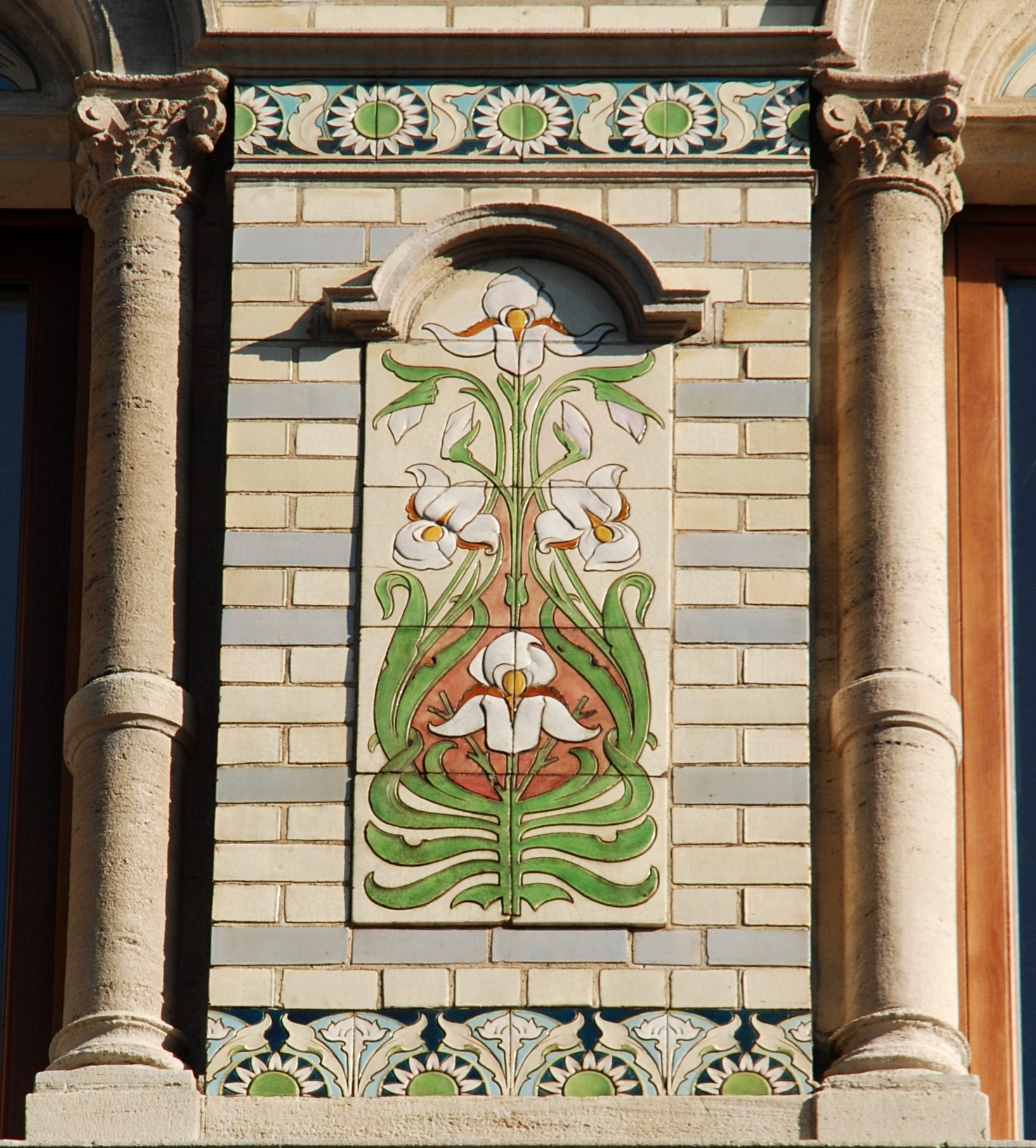
Rajoles d'Art Nouveau a Brussel·les (Bèlgica)

Els mosaics decoratius o l'art de la rajola han de distingir-se del mosaic, on les formes estan fetes d'un gran nombre de diminutes tessel·les col·locades irregularment, cadascuna d'un sol color, generalment de vidre o, de vegades , de ceràmica o pedra. Hi ha diversos patrons de rajoles, com l'espina de peix, escalonada, compensada, quadriculada, apilada, molinet, parquet de Versailles, teixit de cistella, rajoles Art, diagonal, chevron, i encàustica que pot variar en grandària, forma, gruix i color.

## Matemàtiques de l'enrajolat
Certes formes de mosaics, més òbviament rectangles, es poden replicar per cobrir una superfície sense espais. Aquestes formes es diu tesel·lat (del llatí tessella, 'mosaic') i tal mosaic s'anomena tessel·lat. Els patrons geomètrics d'alguns mosaics decoratius policromats islàmics són força complicats (vegeu patrons geomètrics islàmics i, en particular, les tessel·les girih)), fins i tot suposadament quasiperiòdics, similars als tessel·lats de Penrose.

## Galeria

Enrajolats
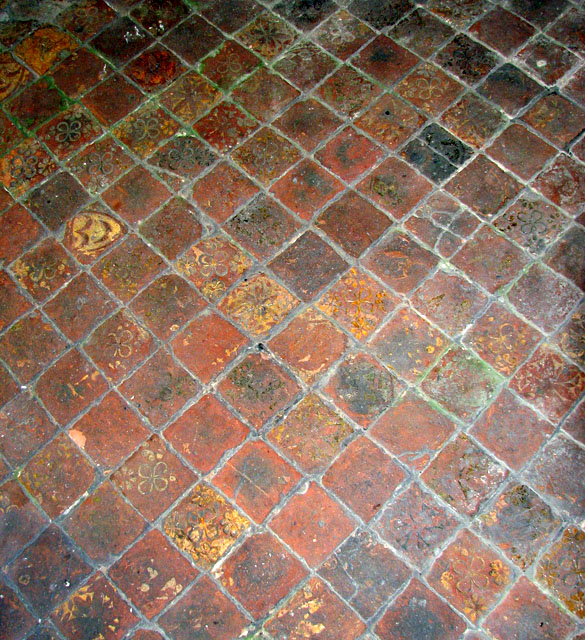
Rajola medieval decorada a l'església de Sant Andreu pròxima a Barton Bendish, Norfolk, Gran Bretanya
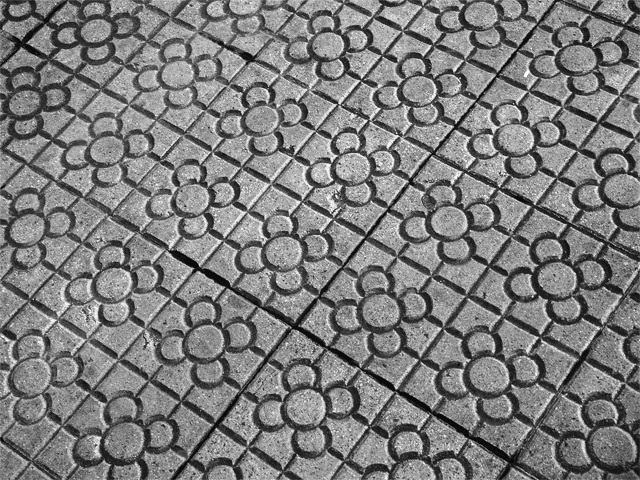
Rajola de Bilbao del tipus roseta feta de ciment i típica del nou Bilbao
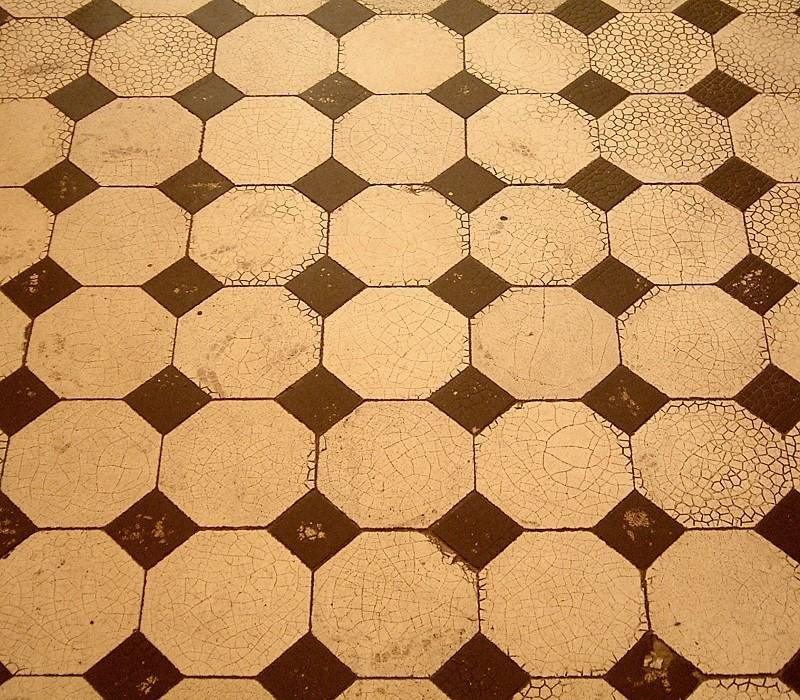
Rajola octagonal combinada amb rajoleta a l'interior de l'ajuntament de Wuppertal-Vohwinkel, (Alemanya)
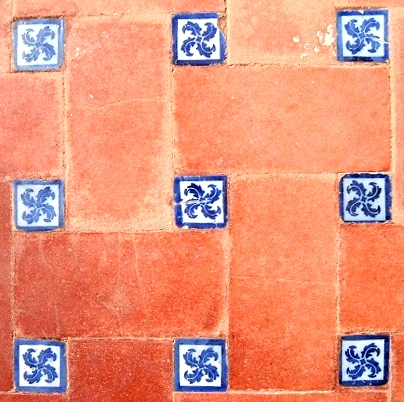
Llosa terrissera combinada amb rajoleta a la casa dos Patudos, a Alpiarça (Portugal)
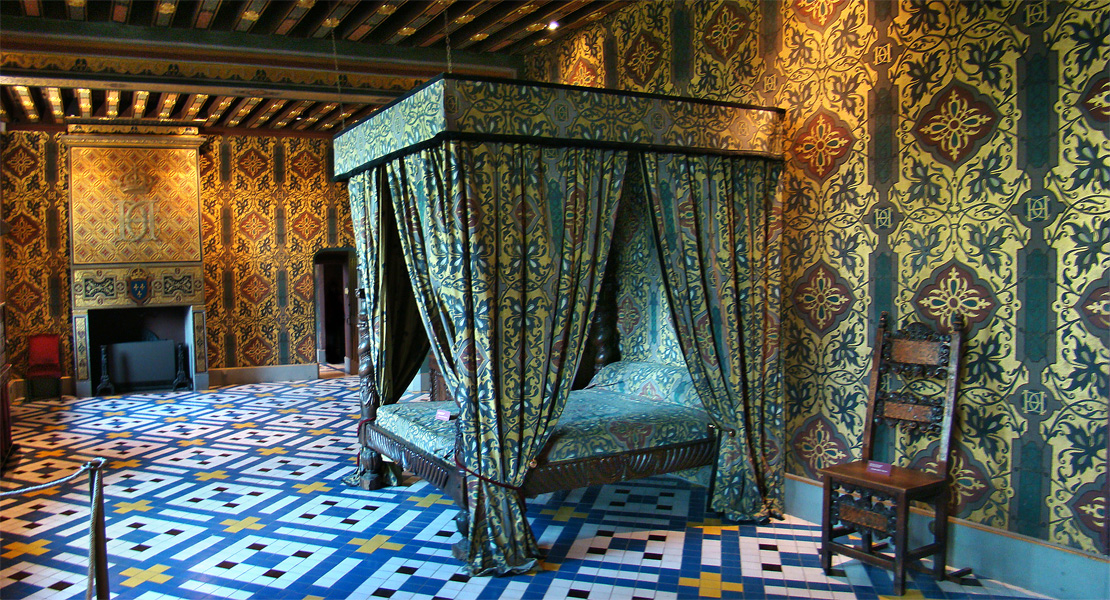
Empedrat del dormitori de la reina al castell de Blois (França)

## Per a més informació
- Carboni, S.. Persian tiles.  New York: The Metropolitan Museum of Art, 1993.
- Marilyn Y. Goldberg, "Greek Temples and Chinese Roofs," American Journal of Archaeology, Vol. 87, No. 3. (Jul. 1983), pp. 305–310
- Örjan Wikander, "Archaic Roof Tiles the First Generations," Hesperia, Vol. 59, No. 1. (Jan.–Mar. 1990), pp. 285–290
- William Rostoker; Elizabeth Gebhard, "The Reproduction of Rooftiles for the Archaic Temple of Poseidon at Isthmia, Greece," Journal of Field Archaeology, Vol. 8, No. 2. (Summer, 1981), pp. 211–227
- Michel Kornmann and CTTB, "Clay bricks and roof tiles, manufacturing and properties", Soc. Industrie Minerale, Paris (2007) ISBN 2-9517765-6-X
- E-book on the manufacture of roofing tiles in the United States from 1910.